# Sakifo Musik Festival
 (mai 2025).
La mise en forme du texte ne suit pas les recommandations de Wikipédia : il faut le « wikifier ».
Les points d'amélioration suivants sont les cas les plus fréquents. Le détail des points à revoir est peut-être précisé sur la page de discussion.
- Les titres sont pré-formatés par le logiciel. Ils ne sont ni en capitales, ni en gras.
- Le texte ne doit pas être écrit en capitales (les noms de famille non plus), ni en gras, ni en italique, ni en « petit »…
- Le gras n'est utilisé que pour surligner le titre de l'article dans l'introduction, une seule fois.
- L'italique est rarement utilisé : mots en langue étrangère, titres d'œuvres, noms de bateaux, etc.
- Les citations ne sont pas en italique mais en corps de texte normal. Elles sont entourées par des guillemets français : « et ».
- Les listes à puces sont à éviter, des paragraphes rédigés étant largement préférés. Les tableaux sont à réserver à la présentation de données structurées (résultats, etc.).
- Les appels de note de bas de page (petits chiffres en exposant, introduits par l'outil «  Source ») sont à placer entre la fin de phrase et le point final[comme ça].
- Les liens internes (vers d'autres articles de Wikipédia) sont à choisir avec parcimonie. Créez des liens vers des articles approfondissant le sujet. Les termes génériques sans rapport avec le sujet sont à éviter, ainsi que les répétitions de liens vers un même terme.
- Les liens externes sont à placer uniquement dans une section « Liens externes », à la fin de l'article. Ces liens sont à choisir avec parcimonie suivant les règles définies. Si un lien sert de source à l'article, son insertion dans le texte est à faire par les notes de bas de page.
- La présentation des références doit suivre les conventions bibliographiques. Il est recommandé d'utiliser les modèles {{Ouvrage}}, {{Chapitre}}, {{Article}}, {{Lien web}} et/ou {{Bibliographie}}. Le mode d'édition visuel peut mettre en forme automatiquement les références.
- Insérer une infobox (cadre d'informations à droite) n'est pas obligatoire pour parachever la mise en page.

Pour une aide détaillée, merci de consulter Aide:Wikification.
Si vous pensez que ces points ont été résolus, vous pouvez retirer ce bandeau et améliorer la mise en forme d'un autre article.
Le Sakifo Musik Festival est créé en 2004 dans la petite cité balnéaire de Saint-Leu  sur l’île de la Réunion.
Le festival mélange publics des musiques électroniques, des musiques du monde, du rock, du reggae, de la chanson française, du séga, du maloya.
Le nom même du festival, « Sakifo » (ce qu’il faut), évoque à la fois la langue créole et le langage SMS.
D'abord situé à Saint-Leu pendant la première semaine d'août pour ses quatre premières éditions, le festival déménage à Saint-Pierre pour la cinquième édition. Il a désormais lieu sur trois jours en juin, avec cinq scènes en 2019 sur le site de Ravine blanche (Salahin, La Poudrière, Les Filaos, Ti Bird, Salle verte) pouvant accueillir jusqu'à 40 000 spectateurs. Le dimanche matin a lieu le traditionnel "risofé" à Terre Sainte.
Les principaux sponsors sont en 2019,  Réunion La Première, Canal+,  l'effet Péi, Air Austral, la ville de Saint-Pierre, la Région Réunion.

## L’histoire

### Les premières années
Depuis sa création, le Sakifo a programmé plus de 400 artistes et réuni sur une île de l’océan Indien une quinzaine de pays à chaque édition. Des têtes d’affiche comme Stromae, Keziah Jones, Manu Chao, Tiken Jah Fakoly, -M-, Julien Doré, Asaf Avidan, Catherine Ringer, Olivia Ruiz, Ayo, Oxmo  Puccino,  Selah Sue, Hubert - Félix Thiéfaine, Féfé côtoient chaque année la scène émergente.
Dès la première édition, la programmation affichait l’ancrage du festival dans la zone Océan Indien. Cet ancrage n’a fait que s’affirmer davantage au fil des années avec la présence d’artistes des îles voisines (Maurice, Mayotte, Madagascar, les Comores), mais aussi d’Afrique, d’Inde et de Chine[source secondaire souhaitée]. Outre de grands noms de la musique traditionnelle tels qu’Amadou et Mariam ou Salif Keita, le festival accorde une large place aux musiques actuelles venues d’ailleurs.
Le Sakifo s’est aussi exporté sur le territoire sud-africain avec son petit frère Le Zakifo. 
Longtemps partenaire du Sakifo, France Inter[source secondaire souhaitée] y a délocalisé les plateaux de quelques-unes de ses émissions phares. RFI a elle aussi délocalisé plusieurs fois son émission Musiques du monde sur le Sakifo[source secondaire souhaitée]. 
En 2012, la programmation d’Orelsan lui vaut la suppression de sa subvention régionale à deux mois du festival[source secondaire souhaitée]. 
En 2014, alors que le festival avait resserré sa programmation sur deux soirs et l’après-midi du dimanche, d’importantes intempéries le contraignent à annuler la soirée du vendredi. Si le Sakifo a pu reprogrammer le dimanche soir la tête d’affiche du vendredi, le manque à gagner demeure important et les procédures d’indemnisation par les assurances longues et complexes[réf. souhaitée].

### Délocalisation du festival
Le festival déménage sur sur le site de la Ravine Blanche et accueille désormais huit points de diffusion de musique (six scènes, la salle verte et l’espace VIP) et celui de Terre Sainte une scène pour le concert « Risofé » du dimanche. Cette évolution s’est accompagnée d’une structuration et d’une professionnalisation[source secondaire souhaitée].

### Importance du festival sur l’île de la Réunion
Comme chaque année depuis sa création en 2004, l’événement est attendu[source secondaire souhaitée] par le public.
En 2015, le Sakifo fait revivre le temps du festival le Ti Bird, premier café-concert de l’île. Alors que dans les années 1990, le Ti Bird était le seul bar à programmer des groupes chaque week-end, l’île jouit désormais d’une programmation diverse dans des lieux nocturnes[réf. nécessaire].

## Programmation des éditions

### 2024
La 21e édition a eu lieu du 7 au 9 juin 2024.
- vendredi 7 : Hamza, Stogie T, Soom T, T Matt, Aleksand Saya, Ibrahim Maalouf, Solah, Coulèr Péi, Dombrance, Trad Mélanzé, Etinsel Maloya, Pat’Jaune, Dogo Fara, Thakzin, Kafmaron, Kinibé, Dj Dan Wayo
- samedi 8 : Jain, Protoje, Dionysos, Danyèl Waro, Lindigo, Benjamin Epps, Aurus, Tine Poppy, Maya Kamaty Dj Set, Fakear Dj Set, Claudio Rabe, Bamby, PLL, Mélodi Fanm, The Joy, Alo Wala, Faizal Mostrixx, Atili, Ayozaad, Taba!, Mademoiselle Rouge, Karl Hungus
- dimanche 9 : Grand Corps Malade, IAM, Biga*Ranx, Natoxie, Maya Kamaty Dj Set, Fabrice Legros, Simangavol, Baster, Emma Nona, Tias, Dj Sebb, Moonlight Benjamin, Baby Volcano, Muthoni Drummer Queen, Maloya Jazz Xperianz,  D-Lisha, Radio Meuh Dj Set, Eusébia, Le Son Du Bahut

### 2023
La 20e édition a eu lieu du 2 au 4 juin.
- Vendredi 2 : The Hood Brodz • Dj Sebb & Friends • Zily • Ti'Fock • Karl Hungus • Loran Dalo • BreZ • Angèle • Fayazer • Simaronn' • Ibeyi • Sho Madjozi • AfrotroniX • Ann O'Aro • Blaiz Fayah • Simangavol
- Samedi 3 : Flavia Coelho • Josman • Turkana • Miel De Montagne • Kabaka Pyramid • Marmay la Kour • Juliette Armanet • AGNESCA • Scholar.G • Bamba Wassoulou Groove • Fanm Gayar • Joy Dary • Lisa Ducasse • Kaf Malbar • Tikok VELLAYE • L'Entourloop • Congo Natty • Scúru Fitchádu • Nada Surf • Simangavol
- Dimanche 4 : Yuksek • Louise Attaque • Kabar Jako • Lass • Sud Tropical • Disiz • Alligatorz • Ousanousava • Madiakanou • Ibrahim Maalouf • Sibu Manaï •  So Watts • Dominique Barret • Turkana • Karl Hungus • Simangavol

### 2022
La 19e édition a eu lieu du 3 au 5 juin.
- Vendredi 3 : Texas • Ami Yerewolo • Kristel • Dj Sebb • Stogie T • Aleksand Saya • Tiken Jah Fakoly • Blk Jks • Bongeziwe Mabandla • Blakkayo • Daloner • BCUC • Justin Adams & Mauro Durante • Kanasel • Karl Hungus • Synapson Live • Simangavol Open Live.
- Samedi 4 : Metronomy • Eat My Butterfly • Zanmari Baré • The Prophecy • Agneska • Kabar Jako • Camelia Jordana • Radio Sechaba • Msaki • Gadiamb • An Memwar Tiloun • Davy Sicard • Kombo • Clara • Lova Lova • Dj Sebb • Simangavol Open Live.
- Dimanche 5 : Calling Marian • Vald • Loryzine • Oumou Sangaré • Madiakanou • Grande • Biga*Ranx • Destyn Maloya • Miossec • Solah • Maya Kamaty • Sally • Joy D • Last Train • Dj Sebb • Karl Hungus • Simangavol Open Live.
- Risofé : Bouké Fonnkèr

### 2021
La 18e édition, initialement prévue en juin et à nouveau reportée cette année à cause de la pandémie de Covid-19, a eu lieu du 10 au 12 décembre 2021, avec des artistes tels que Kid Francescoli et Chinese Man.
- Vendredi 10 : Cheikh Ibra Fam • Pix'l • Mariama • Race Bandey Maloya • Firmin Viry • Votia • Deluxe • Sandra NKaké • Tifrid Maloya • Grèn Sémé • LohArano • WeRe-VaNa • Sofiane Saidi• Chinese Man.
- Samedi 11 : Gwendoline Absalon • Hervé • Bonbon Vodou • Aurus • Lékol Mizik Trad • Blick Bassy • Kid Francescoli • General Elektriks • Zenfan kabaré • Danielle Swagger • Maya Kamaty • Delgres • Sofy Mazandira • La Fine Equipe DJ Set.
- Dimanche 12 : Les Tambours Sacrés de La Réunion • Mélozikos • PLL • Grupo Compay Segundo • Tine Poppy • Séga'el • 47 Ter • Simangavol • Angélique Kidjo • Kabeaushé • Lorkès Bann Dalon • Christine Salem •NTO DJ Set.
- Risofé : Apolonia

### 2020
Cette édition prévue en mai a été reportée en septembre puis en novembre à cause de la pandémie de Covid-19. L'annulation était prévue en novembre également mais l'édition a finalement été maintenue du 10 au 15 novembre 2020, avec des artistes locaux uniquement et décentralisée aux quatre coins de l'île,.

### 2019
La 16e édition a eu lieu du 7 au 9 juin.
- Vendredi 7 : Alibombo • Diatsika Maloya • Dobet Gnahoré • Gringe • Hocus Pocus • Lindigo connexion • Loud • Mangalor • Mayra Andrade • Pongo • Puts Marie • Rougaiverde • Sauvage Sound System • Thylacine • Tricky • Tune Recreation Committee.
- Samedi 8 : Blinky Bill • Bon Entendeur Dj • Dj Sebb live band • Granmah • Hommage à Kaya • Maia & the big sky • Malik Djoudi • Make-overs • Moonchild • Morcheeba • Odezenne • Pete Doherty & The Puta Madres • Sands • Simon Lagarrigue • Vince ker faya • Zène’t Panon.
- Dimanche 9 : Adam Naas • Alpha Wann • Aurus • Ben Harper • Continuadores • Eliasse • Fanfare Byin Mayé • Gadiembé Maloya • Hans Nayna • Holysoul • Karl Hungus • Kel Assouf • Kiddy Smile • Saodaj' • Sun-océan • Vitalic live.
- Risofé : Ti Fock

### 2018
L'édition 2018 s'est déroulée du 1er au 3 juin, sur le site de la Ravine Blanche.
- Vendredi 1er : Sauvage Sound System • Sina • Simangavole • Nonku Phiri • Maya Kamaty • Kristel • Témé Tan • Hommage à Cesária Évora • Saro • Rilès • Kom Zot • Pigment • OKZharp & Dear Ribane • Aloe Blacc • La Mverte DJ set • AllttA • Fire Sound System.
- Samedi 2 : Sauvage Sound System • Justine Mauvin • Ago • Elida Almeida • Roméo Elvis • Dub Inc • Nakhane • Oki Dub Ainu Band • Ayọ • La Mverte • Lysistrata • Nathalie Natiembé • Flavia Coelho • Pamplemousse • Fakear • Do Moon • M.I.A. • DJ Lag.
- Dimanche 3 : Sauvage Sound System • Hiraeth • Saodaj' • Lune • Eddy De Pretto • Maronaz • Clément Bazin • Gramoun Sello • Labelle • Votia • Gaël Faye • Leska • Petit Biscuit • Ti Rat & Rouge Reggae • Byin Mayé • Les Négresses Vertes • Karl Hungus • Tshegue.
- Risofé : Zarlor Nout Péi

### 2017
L'édition 2017 s'est déroulée du 2 au 4 juin, sur le site de la Ravine Blanche.
- Vendredi 2 : Sawyer • Loya • Kery James • Grèn Sémé • Maia & The Big Sky • Kaloune • Tryo • Afrique 2000 • Nova Twins • Ngaiire • Jojo Abot • Inna de Yard • La Basse Tropicale • Birdy Nam Nam • Baloji • Boutique Sauvage • KillASon.
- Samedi 3 : Gadiembé Maloya • Jozefinn' Austral View • Uli Kunkel • Georgio • French 79 • Urbain Philéas • Deltino Guerreiro • Bongeziwe Mabandla • Chevalien • Tiggs Da Author • The Herbaliser DJ set feat. MysDiggi • Ray Phiri • Petite Noir • Sax Machine • Damian "Jr. Gong" Marley • Scratchy Sounds • ST.OL.EN • Pone • Boutique Sauvage • Sibot & Toyota.
- Dimanche 4 : LA Dy • Mélanz Nasyon • Do Moon • Dolorès • Talisco • Wax Tailor • Tritonik • Nathalie Natiembé • Colt Silvers • Patrice • Møme • General Elektriks • Bongeziwe Mabandla • Riske Zéro • Keziah Jones • Karl Hungus • Yak • Rocky • Boutique Sauvage; Roni Size & Dynamite MC.
- Risofé : Ousanousava

### 2016
L'édition 2016 s'est déroulée du 3 au 5 juin, sur le site de la Ravine Blanche.
- Vendredi 3 : Ropoporose • Tony Tso • Jain • Last Train • DBFC • Lou Doillon • Abd al Malik • Songhoy Blues • Lilly Wood and the Prick • Casseurs Flowters • The Soil • Roberto Chitsondzo • Felix Laband • Vi Russe • Surfing Leons • Too Many Zooz • Sauvage • Raheem Kemet • The Dizzy Brains.
- Samedi 4 : Ko Ko Mo • Too Many Zooz • Cold Specks • Kid Francescoli • 340million • Naâman • Jeanne Added • Baaba Maal • Charlie Winston • Kingfisha • Papa Style • Inna Modja • DJ Vadim & Big Red • Acid Arab • Surfing Leons • Lao • Karl Hungus • Tias • Vince Ker Faya • Naive New Beaters • Dominique A • Bigflo & Oli.
- Dimanche 5 : Ko Ko Mo • Inna Modja • Pat Thomas & Kwashibu Area Band • Ras Natty Baby • Groove Lélé • Faada Freddy • Emir Kusturica & the No Smoking Orchestra • Christine Salem • Macy Gray & the Dirty Cons • Destyn Maloya • Topium • Kingfisha • Karl Hungus • Tess Zucchini • Marmay La Kour • Vince Ker Faya • Tapatham • Coucher of Söleil • A Million Things • Songhoy Blues • Tiloun.
- Risofé : TikTok Vellaye

### 2015
L'édition 2015 s'est déroulée du 5 au 7 juin sur le site de la Ravine Blanche. Elle a accueilli une cinquantaine d'artistes.
- Vendredi 5 : Saodaj' • Lorkès Séga • Mina Tindle • Arthur H • Karl Hungus • Lezarsonic • Madala Kuene • Fauve • Veranda Panda • Feu! Chatterton • Meddy Gerville • Cats on Trees • Jessica Persée • Epic Empire • Goulven Ka • Skip the Use • Biga*Ranx • Les Wampas • Slow Joe & the Ginger Accident • Danger, Nucleya.
- Samedi 6 : No Limits • Yaëlle Trulès • Rocksteady Sporting Club • Benjamin Clementine • Karl Hungus • Jonny Joburg • Isabel Novella • Flavia Coelho • Mi Casa • Tribute to François Jeanneau, Kadebostany, Simangavole, Souleance, Julien Doré, Slow Joe & the Ginger Accident, Veranda Panda, Thylacine, Jupiter & Ol • Soviet Suprem • Sierra Leone's Refugee All Stars • Black Ben • Janski Beeats • Nucleya.
- Dimanche 7 : Zik Melanzé • Son du Bahut- Diatsika • M'Toro chamou • Karl Hungus • Tiloun • Sierra Leone's Refugee All Stars • Broza Alex • Boogie • Zulu • Moh Kouyaté • Flavia Coelho • Tiken Jah Fakoly • Broza Alex + Karl Hungus.
- Risofé : Lindigo

### 2014
L’édition 2014 s'est déroulée du 23 au 25 mai sur le site de la Ravine Blanche.
Pour la première fois, dans l'histoire du Sakifo, le vendredi 23 mai (la journée d'ouverture) a été annulé pour cause de mauvais temps (pluie et vent). Pour autant, certains concerts ont été annulés mais d'autres ont été reportés à la journée du dimanche, comme -M- par exemple.
Le programme initial :
- Vendredi 23 : Youssoupha • -M- •  Ajeya • Bo Houss • Hollie Cook • Tamikrest • David Walters • Vilify • Von Pariahs • Cambodian Space Project • Nucleya • Krismenn • Arash Khalatbari • Pix'l • Sofy Mazandira • Tricodpo • Jim Fortuné.
- Samedi 24 : Stromae • Findlay • Chill Bump • Iza • Maya Kamaty • Charles X • Fabrice Legros • Coely • Success • Business Class Refugees • Nazca • Zulu • Rich Aucoin • Shaa'ir and Funck • Nasser • Psychorigid et Audio Pervert • Smokey Joe & The Kid • Kwalud.
- Dimanche 25 : Kassav • Davy Sicard • Loryzine • Zanmari Baré • DJ la Poussière • Ousanousava • Ti Rat & Rouge Reggae • Warfield Lindigo.

Certains concerts annulés vendredi ont été reprogrammés le dimanche :
- -M- • David Walters • Von Pariahs • Jim Fortuné • Tricodpo • Arash Khalatbari • Sofy Mazandira • Kwalud • Bertel • Psychorigid et Audio Pervert

Et tous les soirs, on pouvait retrouver Ker Faya Sound Système et Karl Hungus.

### 2013
L’édition 2013 s’est déroulée du 7 au 9 juin sur le site de la Ravine Blanche.
Pour fêter son 10e anniversaire, le festival a ouvert ses portes le jeudi 6 juin avec en première partie Nathalie Natiembé, suivi du concert exceptionnel de Manu Chao La Ventura. 
- Vendredi 7: Bongeziwé • Grèn Sémé • Lo’Jo • Psychorigid • Sega El • Teddy Boy Kill • Ziskakan • Cody Chesnutt • Hypnotic Brass Ensemble • Kingfisha • Menwar • Salif Keita • St-Lô • Zoufris Maracas • Karl Hungus • La Gale • Mix’n’Blend • Tag Masta • Winston Mcanuff & Fixi.
- Samedi 8 : Alex Sorrès • Brother Moves On • Groundation • Karl Hungus • Lorkès Tapok/Invités J.P Boyer Et Jo Lauret • Robi • Sophie Hunger • Amori  • Christine • Faya Corner • Hugo Mendez • Mix’n’Blend • Superpoze • Benjam • Disiz • Féfé • Hyphen Hyphen • Le Pain Des Fous • Nova Heart • Selah Sue • Tag Masta.
- Dimanche 9 : Black Bazar • Cali • Firmin Viry • Jaojoby • Les MOB • Mounawar • True Live • Black Ben • Canailles • Heymoonshaker • Karl Hungus • Melissa Laveaux • Oxmo Puccino • BRNS • Christine Salem • Hugo Mendez • Mesparrow • Yaëlle Trulès.

Et tous les soirs on pouvait retrouver Ker Faya Sound System avec Tom Fire, Waki Band, Seb The Player • Dj La Poussière. 

### 2012
L'édition 2012 du festival Sakifo, s'est déroulée sur le site de la Ravine-Blanche du 1er au 3 juin. Elle a accueilli une soixantaine d'artistes dont Ayo, Patrice, Orelsan, Danyel Waro ou encore Chinese Man et a réuni plus de 20 000 spectateurs sur les 3 jours.
- Vendredi 1er : Julien Doré • Earth, Wind and Fire • General Elektriks • Stuck in the Sound • Ker Faya Sound System • Catherine Ringer • Yaourt Soul Experience • DJ La Poussière • Calypso Rose • Radiozako • Karl Hungus • Waki Band • Thermoboy • Sully & Les Chamanes • Bernard Ollivier • Lorkès Tapok • Sia Tolno • Dubmarine • Addictive TV • Bèf Séga.
- Samedi 2 : Moriarty (groupe) • Ayọ • Asaf Avidan • Sharon Jones & The Dap-Kings • Finley Quaye • Joakim • Ker Faya • Claire Denamur • Waki Band • Tricodpo • Lorkès Tapok • Zaza Fournier • GiedRé • Misteur Valaire • Christine • Addictive TV.
- Dimanche 3 : Danyèl Waro • Flavia Coelho • Orelsan • Saul Williams • Baster • Patrice • Tom Fire • Jean-Paul Volnay • El Hijo De La Cumbia • Chinese Man • AM444 • DJ La Poussière

### 2011
Le festival Sakifo 2011 s'est déroulé du 9 au 12 juin à Saint-Pierre (La Réunion), sur le site de la Ravine-Blanche. Cette année-là, le Sakifo Musik Festival a accueilli une quarantaine d'artistes d'horizons différents comme Cesária Évora, Les Wampas, The Dø, Chapelier fou, Yuri Buenaventura, etc.
- Vendredi 10 : Ker Faya Sound System • Eric Triton et son ensemble Tritonik • Didyé Kèrgrin • Boubacar Traoré • Imany • Cesária Évora • Vieux Farka Touré • Lindigo • Hubert-Félix Thiéfaine • Chapelier fou • Ti Fock • Les Wampas.
- Samedi 11  : Ker Faya SOund System • Toguna • Tiloun • Stromae • Camélia Jordana • Richard Beaugendre • Blue King Brown • Alice Russell • Yuri Buenaventura • EJ Von Lyrik • The Bombay Royale • Tony Allen • Mix'N'Blend • Ker Faya Party.
- Dimanche 12 : Ker Faya Sound System • Zorro Chang • Tapok • Irma • Yodelice • Melissmell • Jaqee • Tété • The Dø • Boogers • Success • Asian Dub Foundation.

### 2010
Le festival se déroule du 4 août au 8 août à Saint-Pierre, sur le site de la Ravine-Blanche. Cette édition 2010 accueille une cinquantaine d'artistes, dont -M-, Oxmo Puccino, Steel Pulse, Alborosie…
- Mercredi 4 : -M-[4] • Féfé[5] • Hindi Zahra • Skip the Use • Phoebe Killdeer & the Short Straws • Nathalie Natiembé • Rouge Reggae VS Costa • Gilzene & The Blue Light Mento Band • Bazbaz[6] • Tikok Vellaye • Ker Faya sound-system.
- Jeudi 5 : Steel Pulse • Alborosie • Kanka • Smod • Bauchklang • Andemya • Gilzene & The Blue Light Mento Band • Alex • True Live • Mangalor • Ker Faya Sound System.
- Vendredi 6 août : Oxmo Puccino • Renan Luce • Le Bacar • Speech Debelle • Davy Sicard • Jeanne Cherhal • Malouz • Mix N Blend • Ti Fock • Blick Bassy • Ker Faya Sound System.
- Samedi 7 : Bisso Na Bisso • Mix N Blend • Féloche • Bomba Estéreo • Mami Bastah • Grace Barbé • Mo DJ • Blackmen Bluz • Blick Bassy • Désiré François & Cassiya • Ziskakan • Ker Faya Sound System.
- Dimanche 8 (Fiesta de l'océan indien) : René Lacaille • Mami Bastah • Gondwana • Blackmen Bluz • Les Showdus • Le Bacar • Yaëlle Trulès • Melanz Nazion • Slamlakour.

### 2009
Pour cette 2e édition à Saint-Pierre qui a eu lieu du 5 au 9 août, 70 artistes ont joué sur les 4 scènes payantes de la Ravine Blanche. En parallèle de cette partie payante, le Sakifo s’ouvre à tout le monde via le « Sakifo dans la ville » et ses scènes gratuites montées à Saint-Pierre.
- Mercredi 5 (Fiesta de l'Océan Indien) : Jeff Lang, Wonder Brass, 974 Reggae, Tikok Vellaye, Nainako, Jimmy, Simangavole, Maalesh, Latheral, Lindigo.
- Jeudi 6 : The Aggrolites • Curumin • Nneka • Kaf Malbar • George Clinton • Conqopunk.
- Vendredi 7 août : Khaled • Mélissa Laveaux • Anthony Joseph • Zaza Fournier • Groove Lélé • Mayra Andrade • Rwan & Radio Cortex • Jako Marron • Ben Bop • Mangalore • Soul Kamayann' • Rouge Reggae • Fabrice Legros.
- Samedi 8 : Anis, Java • Olivia Ruiz • Iza • Gautier • Alex • Ousanousava • Toguna • Zaza Fournier • Eric Triton • Conqopunk • Meï Teï Shô • Radioclit.
- Dimanche 9 : Ayọ • Tumi & the Volume • Grace • Winston McAnuff • Rupa & The April Fishes • Zong • Danyel Waro.

### 2008
L'édition 2008 se déroule à Saint-Pierre dans le sud de l'île du 6 au 10 août. Du 2 au 3 août, le SAKIFO Musik Festival s'installe aux Salines à Port-Louis (Île Maurice).
- Programmation: The Dø • Keziah Jones • Cali • Tiken Jah Fakoly • Asa • Moriarty • Toguna • Camille Bazbaz • Dionysos • Seun Kuti & Egypt 80 • CocoRosie • Natiebumcello (Nathalie Natiembé et Bumcello) • Keny Arkana • Triton • Avial • Lelou Menwar • Crossbreed Supersoul • Linzy Bacbotte • Grèn sémé • Les Jeunes Mariés • Baster • Soha • Sal Paradise • Agoria • Bibi Tanga & le Professeur Inlassable • Ousanousava • Subhash & Tablatronic • The Sweet Vandals • Meddy Gerville • Groove Lélé • Manyan • Alex • Mc Leo • Slamlakour • Sakaf • Verzonroots • Mikea • Bazar kreol (création LoJo-Lo Griyo) • Andémya • Bacstroke • Jeff Lang • Katwali & Moabi • Anarchiste • Malkijah • Laskar S harko, •Crossbreed Supersoul • Lo Griyo • Ziskakan • Lansiv • Gramoun Selo • Emilie Loizeau & Danyèl Waro • Tinariwen • Expressillion Night (69db feat. Mc Tablloyd + Ixy + Crystal Distosion).

### 2007
Le festival a eu lieu du 1er au 5 août 2007 à Saint-Leu et pour la première fois, sur une durée de 5 jours. Une cinquantaine d'artistes nationaux et internationaux ont joué sur les 5 scènes du Sakifo.
- Programmation: Ayọ • Davy Sicard • Ismaël Lo • 340ML • Java & Winston McAnuff • Patrice • Hadouk Trio • Mikidache • Amadou & Mariam • Danyel Waro & Titi Robin • Adrienne Pauly • Sanseverino • Lark • Flox • Jamika • Katel • Jeanne Cherhal • Jim Fortune • Dub Incorporation • Zon • Kill the Young • Mademoiselle K • James • Eddie • Natiebumcello (Nathalie Natiembé et Bumcello) • Jaboticaba • Rachid Taha • Loïc • Tumi & the Volume • Puppetmastaz & Maniacx • Joeystarr • Birdy Nam Nam • Apolonia • Benjam • Bumcello • Babet • Kiltir • Nawal • Firmin Viry ET Laya Orchestra / Paraboler (Hommage à Alain Péters) • René Lacaille • Oai Star, Papet j & le soleil • Toguna • Lo Griyo • Ti Bleu • Mounawar • Automat • CirKus.

### 2006
Pour cette troisième édition, le festival a duré trois jours, durant lesquels une palette d'artistes confirmés ou non se sont succédé sur les cinq scènes à Saint-Leu.
- Programmation: Anis • Beat Assailant • Belmondo Quintet • Bigouai • Bumcello • Cali • Cheikh Lo • Dj Mehdi • Françoise Guimbert • Hammerbass Dub Sound • Henry Claude & Marie-Armande Moutou • Ilene Barnes • Jaojoby • Juliette • Kom Zot Family • Kokono n°1 • Lee Scratch Perry • Leilla Negrau • Les Boukakes • Lindigo • Markousov • Mayra Andrade • Meddy Gerville • Lelou Menwar • Nathalie Natiembé • O.S.B. Crew • Olivia Ruiz • Orange Blossom • Rajery & Slam Jah • Rouge Reggae • Big Buddha • Susheela Raman • Tifred • Tisours • Tumi & The Volume • Ziskakan, Zong.

### 2005
L'édition 2005 a eu lieu du 5 au 7 août à Saint-Leu.
- Programmation: Luke • Dionysos • Fouchtra • Lo'Jo • Nathalie Natiembé • Joe Zawinul Syndicate • Teddy Batiste Group • Fredéric Galliano & African divas • Dj Oil • DJ Missill • Dj Alexkid • Sinsemilia • No Bluff Sound • Paul Personne • Eric Triton • Lura • Davy Sicard • Ez3kiel • Dj Llorca • Tiken Jah Fakoly • Kekele RD • Gwana Diffusion • Baster • Mathieu Boogaerts • Jeanne Cherhal • Rubin Steiner • Ousanousava • Quator Malenga • Hamsa • Zikzako • Damien • Mélanz Nasyon • Atep • Kom Zot • Les Tambours du Port • Régis Lacaille • Régis Gizavo • Lorkès Nasyonal Larényon.

### 2004
La toute première édition du festival Sakifo, avec une programmation éclectique mélangeant des pointures internationales (Keziah Jones, Johnny Clegg) à des découvertes locales.
- Programmation : Keziah Jones • Stanley Beckford • Corneille • Daara J • Popa Chubby • Asian Dub Foundation • Heez Bus • Jamaica All Stars • Gangbé Brass Band • Johnny Clegg • Danyel Waro • Zenzile • Zong • Electric Gypsyland • Senor Coconut • Dj Charles Shilling • Dj Piazza • Pat' Jaune • Nathalie Natiembé • Salem Tradition • 340 ML • Baûls Du Bengale • El Diablo • 7 PO • La Krwaze • Maroner • Tapok • Lelou Menwar • Zool • Ero Rod • Destyn.